# 津治姫
津治姫（つじひめ、宝永7年6月23日〈1710年7月19日〉 - ?）は、越後村松藩第5代藩主・堀直堯の正室。父は陸奥守山藩藩主・松平頼貞。母は側室の松本氏（多美）。初名は与志、満佐、頼など。兄弟には松平頼尚、松平頼寛、松平定賢、松平頼恭、松平頼済などがいる。

## 生涯
宝永7年（1710年）、松平頼貞の娘として江戸吹上邸に生まれる。享保5年（1720年）3月、阿波富田藩第3代藩主・蜂須賀正員（後の徳島藩第6代藩主・宗員）と婚約する。しかし、正員が兄の早世により徳島藩の嫡子となり、家格の釣合いが悪くなったためか、婚儀には至らず、享保12年（1727年）12月に離縁となった。
享保20年（1735年）12月、越後村松藩の嫡子・堀直堯（後の第5代藩主）のもとへ改めて嫁いだ。元文3年（1738年）、直堯との間に長男・堀直泰を産んだ。